# ژان-کلود پاگال
ژان-کلود پاگال (فرانسوی: Jean-Claude Pagal‎؛ زادهٔ ۱۵ سپتامبر ۱۹۶۴) بازیکن فوتبال اهل کامرون است.
از باشگاه‌هایی که در آن بازی کرده‌است می‌توان به باشگاه فوتبال سن-اتین، باشگاه فوتبال آمریکا، باشگاه فوتبال کارلایل یونایتد، و باشگاه فوتبال لانس اشاره کرد.
وی همچنین در تیم ملی فوتبال کامرون بازی کرده‌است.